# Chocznia
Chocznia is een dorp in de Poolse woiwodschap Klein-Polen. De plaats maakt deel uit van de gemeente Wadowice en telt 5510 inwoners.

## Verkeer en vervoer
- Station Chocznia